# Glipa fasciata
Glipa fasciata es una especie de coleóptero de la familia Mordellidae.

## Distribución geográfica
Habita en Taiwán y Japón.